# Calamaria banggaiensis
Calamaria banggaiensis es una especie de serpientes de la familia Colubridae.

## Distribución geográfica
Es endémica de islas Banggai (Indonesia).

## Estado de conservación
Se encuentra ligeramente amenazada por la pérdida de su hábitat natural.